# نهاد حاج مصطفی
نهاد حاج مصطفی (عربی: نهاد حاج مصطفى؛ زادهٔ ۳۰ نوامبر ۱۹۷۸) بازیکن فوتبال اهل سوریه بود.
از باشگاه‌هایی که در آن بازی کرده‌است می‌توان به باشگاه ورزشی الحریه اشاره کرد.
وی همچنین در تیم ملی فوتبال سوریه بازی کرده‌است.